# Аббатуччи, Жак-Пьер (министр)
Жак-Пьер-Шарль Аббатуччи (21 декабря 1791, Дзикаво, Корсика — 11 ноября 1857, Париж) — французский государственный деятель, политик, министр юстиции Франции во время Второй империи.

## Биография
Представитель семьи французских военных и государственных деятелей, выходцев из Корсики. Сын Шарля Паскаля Аббатуччи, генерального консула Франции в Венеции. Внук генерала французских революционных войн Жака-Пьера Аббатуччи и племянник генерала Жана-Шарля Аббатуччи.
Окончил лицей в Сен-Сир-л’Эколь. Начал карьеру в качестве адвоката.
В январе 1816 года стал прокурором в Сартене (Южная Корсика), затем в марте 1819 года — советником королевского двора в Бастии на Корсике.
В сентябре 1830 года — президент судебной палаты в Орлеане. В 1830 году был избран в Палату депутатов Июльской монархии от Корсики, в 1839—1851 годах — депутат от Луаре. Член Учредительного собрания 1848 года. С декабря 1852 года до смерти оставался сенатором Второй империи.
Министр юстиции Франции с 22 января 1852 по 11 ноября 1857 года. Возглавлял Совет министров во время отсутствия императора Наполеона III, официальным советником, которого он был.
Во время Июльской монархии был важным членом оппозиции, близким к Одило́ну Барро́.

## Награды
- Большой крест ордена Почётного легиона (1855);
- Большой крест португальского ордена Непорочного зачатия Девы Марии Вилла-Викозской;
- Большой крест ордена Леопольда I